# 2011-es líbiai intervenció
A 2011-es líbiai intervenciót 2011. március 19-én indították koalíciós csapatok a líbiai diktátor, Moammer Kadhafi hadereje ellen, az ENSZ BT által március 17-én megszavazott líbiai repüléstilalmi zóna betartásának kikényszerítése végett.

## Előzmények
2011. február 15-én a kelet-líbiai Bengáziban rendszerellenes tüntetések kezdődtek, amelyek a karhatalom beavatkozása után zavargásokká fajultak. A rendfenntartó erők előbb csak gumilövedék, könnygáz és vízágyú használatával próbáltak oszlatni. A zavargások gyorsan elfajultak, nem tisztázott melyik fél kezdett elsőnek éles lőszert használni, de az események utcai harcokba torkollottak. Heves harcok után a Kadhafi által rendet csinálni odaküldött Júnisz tábornok átállása révén a felkelőknek február 20-ára sikerült a várost teljesen uralmuk alá hajtani és ekkortól kezdve ez lett a kormányellenes erők központja.
Február végére felkelések törtek ki az ország nyugati részén is. A lázadóknak heves harcok után sikerült több nagyobb várost is elfoglalni. Tripoliban is heves harcok kezdődtek, de itt a kormányerők március elejére megszilárdították a város feletti fennhatóságukat. A felkelők előrenyomulása azonban lelassult, ahogy elhagyták a lázadást támogató törzsek területeit. A harcok során Kadhafi harci repülőket is bevetett a lázadók ellen. A kormányhadsereg összehangolt akciói végül március 6-án megakasztották a lázadók előretörését, majd sorra foglalták vissza a meghódított településeket. Március 17-én a Kadhafihoz hű erők már elérték Bengázi határát és elkezdték a városban a lázadó állások lövetését.
A líbiai erők erőszakosságáról terjengő - később eltúlzottnak bizonyuló - hírek hatására a rezsimet Barack Obama amerikai elnök és az ENSZ is elítélte, felszólítva Kadhafit a vérontás azonnali beszüntetésére. Mivel a felek tovább folytatták a harcot, ezért a polgári lakosság védelmére kilátásba helyezték egy Líbia feletti légtérzár felállítását, amelyet végül március 17-én az ENSZ Biztonsági Tanácsa 10 igen és 5 tartózkodó szavazattal jóváhagyott. Kadhafi a határozat hírére tűzszünetet hirdetett, amelyet azonban nem tartott be és tovább támadta a felkelők állásait Bengáziban, így március 19-én a koalíciós haderők megkezdték a légtérzár kikényszerítését, és a lázadók támogatását célzó hadműveletet.

## A hadművelet

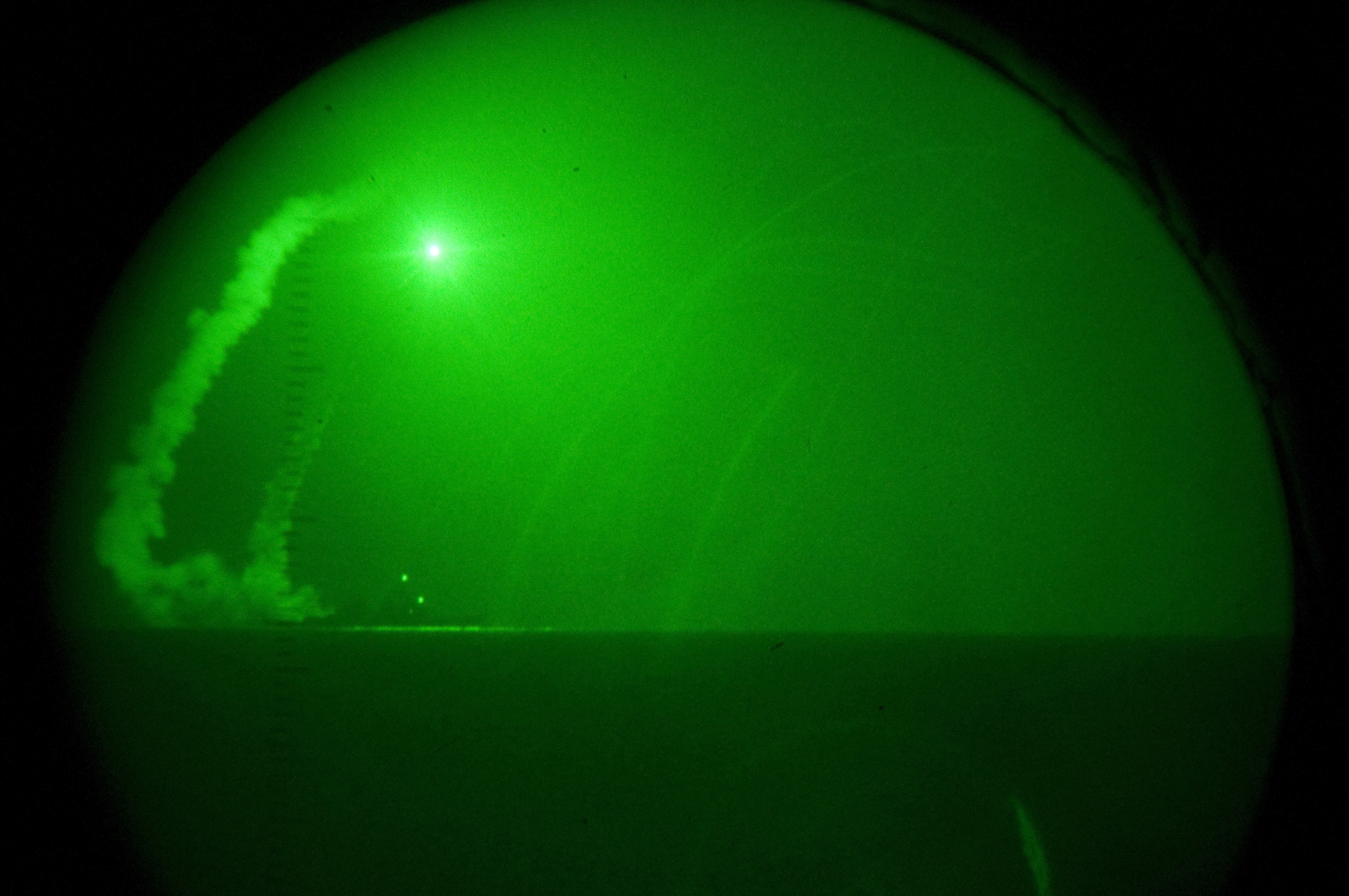
Rakéta indítása az USS Barry fedélzetéről

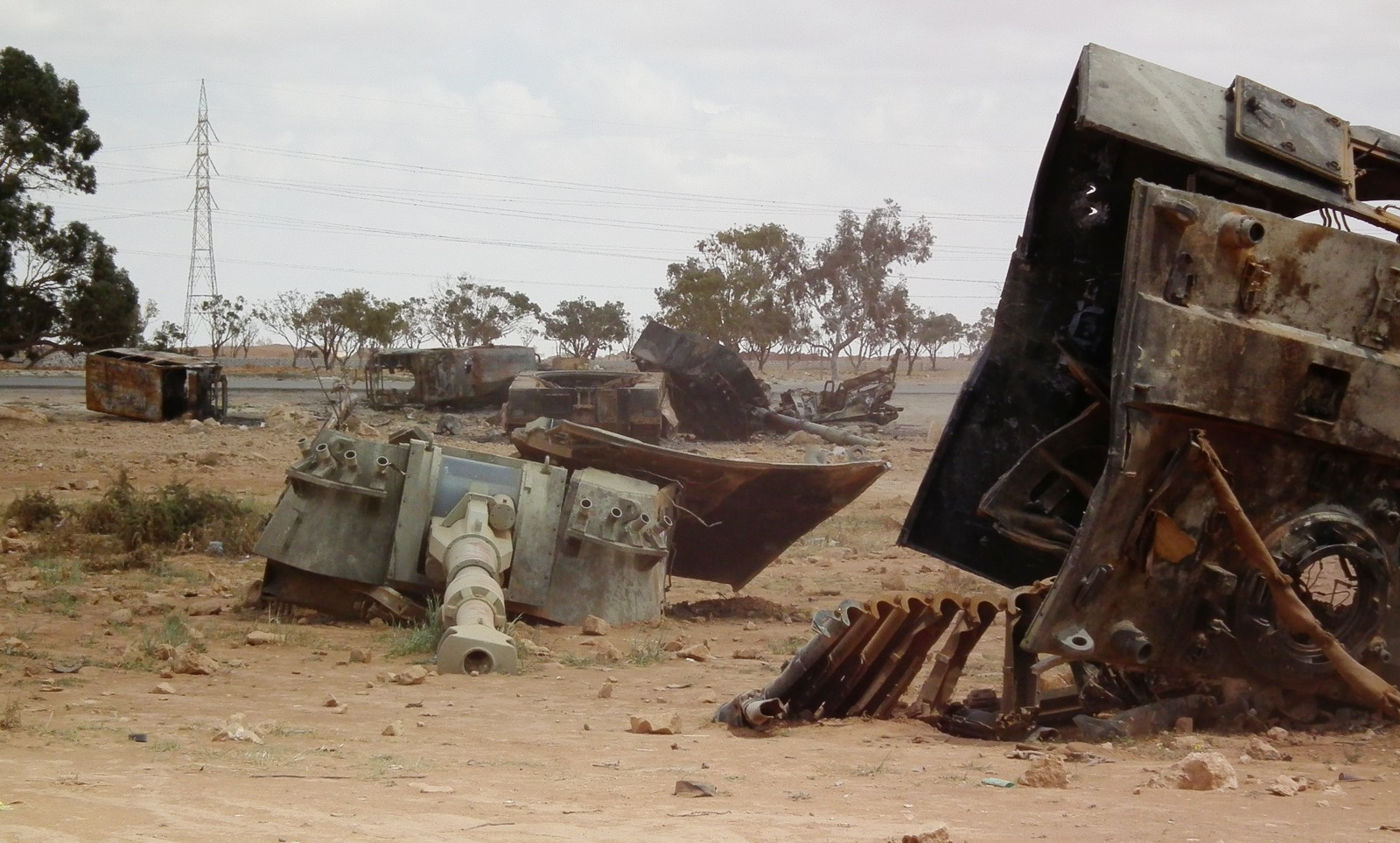
Francia repülőgépek által szétlőtt katonai járművek Bengázi határában

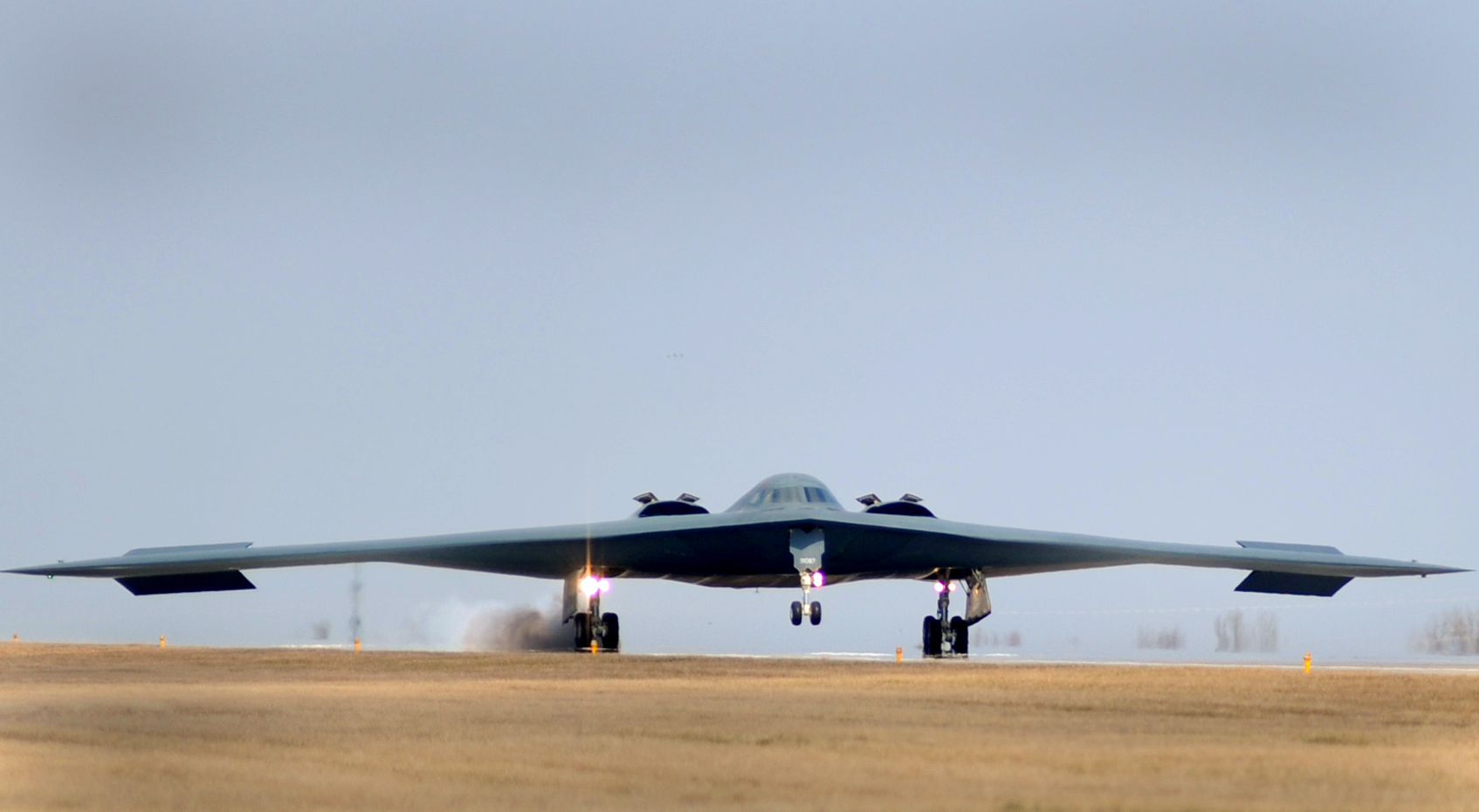
B-2 Spirit bevetésről visszatérve leszállás közben

Március 19-én elsőként francia repülőgépek hatoltak be Líbia légterébe, és délután az egyik Bengázi határában megsemmisítette az első líbiai célpontot, egy katonai járművet. Időközben a líbiai partok közelében tartózkodó USS Barry és USS Stout amerikai rombolók, valamint három amerikai tengeralattjáró mintegy 110 Tomahawk-típusú irányítható rakétát lőtt ki, amelyekkel a szövetséges repülőkre komoly veszélyt jelentő légvédelmi ütegeket próbálják megsemmisíteni.
Közben nyugati harci repülőgépek – köztük három B–2 Spirit lopakodó is – bombatámadást hajtott végre Tripoli, Miszráta, Zuvara és Szurt városban katonai célpontok ellen, francia repülőgépek pedig több katonai járművet és harckocsit is megsemmisítettek Bengázi határában. Eddig legalább 48 személy vesztette életét, a líbiai kormány közlése szerint többségük civil, ezt azonban a koalíció cáfolta.
Moammer Kadhafi családjával és a főemberekkel együtt egy titkos katonai bunkerben húzta meg magát és elítélte a szövetséges katonai beavatkozást, „brutális agressziónak” és „gyarmatosító keresztes háborúnak” nevezve, valamint válaszcsapással fenyegetőzött. Szombaton este több ezer kormánypárti tüntető gyűlt össze Tripoliban, mintegy élő pajzsként védve a diktátor palotáját és a fontosabb katonai épületeket, ennek ellenére francia csapás érte a líbiai légierő főparancsnokságát is.
A líbiai légtér ellenőrzése mellett Líbiát tengeri blokád alá is vonták. Ennek a megvalósítására több amerikai hajót is útnak indítottak a térségbe. Vasárnap elindult Líbia partjai fele a Charles de Gaulle francia anyahajó, a Brit Királyi Haditengerészet egy Trafalgar-osztályú tengeralattjáróval erősíti a blokádot.
A támadás második napján a szövetségesek gépei végeztek a líbiai légvédelem maradékával, így sikerült megvalósítani a légtérzárat, de a gépeknek továbbra is nagyszámú, könnyen elrejthető légvédelmi géppuskával, gépágyúval, valamint hordozható légvédelmi rakéták ezreivel kell számolnia.
Eközben a szövetséges bombázások ellenére tovább folynak a harcok a lázadók és a kormánypárti erők között. A legsúlyosabbak Miszráta és Adzsdábija városokban voltak, de március 22-én a kormányerők nagyerejű támadást indítottak Zintán városa ellen. A szövetséges légierő hétfő éjjel ismét célba vette Tripolit, Kadhafi főhadiszállását is lebombázva.
A brit védelmi miniszter cáfolta, hogy a diktátor életére törnének, de megjegyezte, hogy Kadhafi meggyilkolása is egy lehetőség, amennyiben az akció nem követel civil áldozatokat.
Az amerikai elnök kijelentette, hogy az Egyesült Államok rövidesen befejezi a líbiai harcokban való részvételt és a légtérzár fenntartását a koalíció többi tagjára szeretné bízni.
A harcok ötödik napján a NATO tagállamoknak sikerült megállapodniuk abban, hogy a repüléstilalom betartását a szervezet fogja irányítani, de a koalíció tagjai a NATO által meghatározottakon kívüli célpontokat is támadhatnak. Március 31-én reggel 8 órakor a NATO hivatalosan is átvette a légtérzár ellenőrzését.
Április 3-án Egyiptom rakétákat küldött a líbiai felkelőknek, amelynek használatára egyiptomi és amerikai különleges egységek készítik fel őket. Ugyanakkor viszont a lázadók felfegyverzésének kérdésében megoszlanak a koalíció tagjainak véleményei, az USA támogatja a fegyvereladást, Nagy-Britannia viszont ellenzi. Katar, és Franciaország is megsérti a fegyverembargót, és fegyverekkel támogatja a lázadókat.
A NATO parancsnokság hamar nyilvánvalóvá tette hogy az akció céljai messze túlmutatnak az ENSZ felhatalmazás keretein, és az ENSZ határozatok pártatlan betartatása helyett, célja Kadhafi rendszerének megdöntése, és a lázadó csoportok hatalomba segítése. Ennek keretében önhatalmúlag üzemanyag embargót vezettek be, valamint a fegyverembargó, és a repülés tilalmi övezet betartatása során a lázadó erők kivételt képeznek. Júliusra a NATO csapatok már nyíltan a lázadó erők légi erejeként vesznek részt a harcokban.
Tripoli lakosságának egy része  júliusra felsorakozott a diktátor mögött, napi rendszerességgel tartottak sok százezres NATO ellenes tüntetéseket Tripoliban, és a többi kormány ellenőrzés alatt lévő városban. Mindeközben a frontokon a folyamatos NATO bombázás ellenére érdemi területi változás nem történt, néhány kisebb településtől eltekintve a frontok nem változtak április óta. A NATO repülőgépei ellenben számos esetben tévedésből a felkelőkre nyitottak tüzet.
Április 22-től kezdve a NATO nagyobb erejű támadásokat indított Kadhafi hadereje ellen pilóta nélküli repülőgépeket is bevetve. Május 24-én a légicsapások hatékonyságának növelésére francia harci helikoptereket is Líbiába vezényeltek. Így végül is a NATO csapatok hathatós támogatásának köszönhetően a felkelők visszaverték a Miszrátát ostromló kormánycsapatokat, majd a nyugati-fronton sikerült súlyos csapást mérni Kadhafi haderejére, mikor augusztus 15-én sikerült elfoglalni a stratégiai fontosságú Závija várost, majd egy nappal később Szurmánt és Garjánt, ezzel körbezárva Tripolit. Augusztus 21-én a lázadó csapatok a NATO csapatok támogatásával elfoglalták Tripoli nagy részét, de a Kadhafihoz hű erők néhány városrészben még mindig tartják magukat.
Miközben Tripoli pacifikálása még mindig folyik, a NATO megkezdte a még mindig Kadhafi-párti erők ellenőrzése alatt levő Szirt bombázását, a felkelők pedig offenzívát indítottak a térségben a város irányába.
Október 17-én elesett Bani Valíd városa, majd október 20-án a felkelők végső rohamot indítottak Szurt még Kadhafi kezén levő részei ellen is. A harcokban a diktátor is életét vesztette, a város pedig a felkelők kezére került.
Anders Fogh Rasmussen közölte, hogy a NATO hadműveletek október 31-én befejeződnek, de a légtérzárat továbbra is fenntartják egy ideig. Az ENSZ végül október 27-én lezártnak tekintette az intervenciót, habár az ÁNT kérte, hogy a NATO katonák legalább az év végéig az országban járőrözzenek. Az ENSZ bejelentését követően megkezdődik a csapatok kivonása a térségből, a NATO főtitkár pedig október 31-én hivatalosan is bejelentette a hadművelet végét.

## Tárgyalások Kadhafival
Április 4-én Kadhafi külügyminiszterét küldte Görögországba egy, a nyugati koalíció államaival folytatandó béketárgyalás előkészítésére. A szövetségesek tárgyalási feltétele Kadhafi lemondása, ezt a diktátor úgy szeretné megoldani, hogy valamelyik fiára, nagy valószínűség szerint Szajf al-Iszlám Kadhafira ruházná át a hatalmat, de ezt azonban a koalíció több tagja és a lázadók is elvetették.

## Szövetséges veszteségek
Március 21-én műszaki hiba miatt lezuhant egy F-15 típusú amerikai vadászgép. A két pilóta sikeresen katapultált és csak kisebb sérüléseket szenvedtek. Mindkettőjüket helyi civilek mentették meg.
A pilóták kimenekítése során az amerikai katonák tüzet nyitottak a pilótáknak segítő civilekre, és hat embert megsebesítettek.
Július 21-én egy MQ–8 Fire Scout amerikai robothelikoptert lőttek le Kadhafi katonái, Zintán város felett.

## Nemzetközi reakciók

Az intervenció résztvevői

A katonai akciót számos ország vezetése részéről is negatív bírálat érte. A beavatkozást a latin-amerikai országok közül eddig Nicaragua, Bolívia, Paraguay, Peru és Venezuela ítélte le. Az ázsiai országok közül India felszólította a szövetséges haderőt a támadás leállítására, Irán pedig a szövetséges beavatkozást és a líbiai kormány cselekedeteit egyaránt elítélte. Kína aggodalmát fejezte ki amiatt, hogy a helyi jelentések szerint a bombázásoknak Líbiában már polgári áldozatai is vannak, kihangsúlyozva, hogy a légtérzárnak a civil lakosság védelmét kell szolgálnia. Az Arab Liga is egyet nem értését fejezte ki a bombázásokkal, az Afrikai Unió pedig egyenesen a támadás leállítására szólította fel a koalíciót.
A NATO-tagállamok Brüsszelben tárgyaltak a katonai szövetség esetleges részvételéről az akcióban. Habár a Líbia elleni hadműveleteket NATO-tagállamok irányítják, a szövetség még hivatalosan nem vesz részt a hadműveletben. Olaszország sürgeti a szövetség hadba lépését, kijelentve, hogy ellenkező esetben visszavonhatják a szövetségesek rendelkezésére bocsátott repülőterek használati jogát. A szervezet hadba lépése ellen Törökország egyértelműen tiltakozik, míg több más EU-tagország is kijelentette – például Németország és Magyarország –, hogy nem vesz részt katonai akcióban. Szerdára Törökországot sikerült meggyőzni, hogy ne ellenezze a NATO szerepét a misszióban, de még mindig folynak a tárgyalások arról, hogy a szövetség milyen mértékben vegyen részt a hadműveletben, egyelőre még csak annyiban sikerült megegyezni, hogy a NATO átveszi a líbiai fegyverembargó betartásának ellenőrzését és ennek megvalósítására hadihajókat küldött a térségbe, melyek megkezdték a járőrözést. Egy nappal később a tagországok megállapodtak abban is, hogy a szervezet fogja irányítani a légtérzár fenntartását.
A szövetséges hadművelettel kapcsolatban Oroszország ellentétes nyilatkozatokat tett közzé, amennyiben Vlagyimir Putyin kormányfő és Dmitrij Medvegyev egymással ellenkező véleményt mondott. Míg Putyin szerint a szövetséges katonai akció egy „keresztes háború” Líbia ellen, addig Medvegyev szerint Oroszország helyesen cselekedett, amikor nem vétózta meg az ENSZ BT ülésén a légtérzár felállításának tervét, mert az szerinte helyes és szükséges. Egyúttal bírálta Putyint is, amiért a katonai beavatkozást a keresztes háborúhoz hasonlította. Március 23-án azonban az orosz parlament (Duma) felszólította a koalíció államait az akció haladéktalan beszüntetésére.
2011 októberében, az események után Roman Kuzniar, Bronisław Komorowski lengyel elnök külpolitikai tanácsadója azt mondta, hogy a nagyhatalmak döntése miatt az intervenció túlterjeszkedett az eredeti ENSZ BT-határozatban foglalt céloknál, végeredményében pedig kétséges, mert nem tudni, milyen erőknek adott utat az országban.

## Visszahívások
- Norvégia 2011. augusztus 1-jén visszahívta a repülőgépeit. Ezzel kilépett a szövetségből.[36]
- Az olasz szenátus július elején 80 millió euróval csökkentette (150 millióra) a líbiai akció pénzügyi keretét. Ezért Olaszország kivonta az akcióban részt vevő egyetlen repülőgép hordozóját, a Garibaldit.[37]
- Románia július 21-én visszahívta a Ferdinánd király csatahajót, amellyel részt vett a hadműveletben.[38]
- Franciaország augusztus 10-én kivonta a hadműveletből a Charles de Gaulle repülőgép-hordozót, és karbantartásra Toulonba küldte. A karbantartás pár hétig, vagy pár hónapig tart majd.[39]

## Lásd még
- Líbiai polgárháború
- Líbiai repüléstilalmi zóna